# Nick Bootland
Nick Bootland (Kanada, Ontario, Shelburne, 1978. július 21. –) kanadai jégkorongozó és edző.

## Karrier
Komolyabb junior karrierjét az OHL-es Guelph Stormban kezdte, ahol 1998-ig játszott. Az 1996-os NHL-drafton a Dallas Stars választotta ki a kilencedik kör 220. helyén. A National Hockey League-ben sosem játszott. A felnőtt pályafutását az AHL-es Hershey Bearsben kezdte 1998–1999-ben. Ebben a csapatban 2001-ig játszott. 2001–2002-ben az ECHL-es Cincinnati Cyclonesban játszott majd a következő szezonban visszakerült az AHL-be a Cleveland Barons csapatába, ahol két szezont töltött el. 2002–2003-ban visszaigazolt a Hershey Bearsbe de 16 mérkőzés után, amelyeken mindössze egy gólt ütött leküldték a Cincinnati Cyclonesba. 2003–2004-ben játszott az UHL-es Columbus Starsban a Cleveland Barons és az UHL-es Kalamazoo Wingsben. A következő szezont végig játszotta a Cleveland Baronsban. Végül 2005–2008 között a Kalamazoo Wingsben játszott, mely 2007–2008-ban felkerült az IHL-be és innen vonult vissza. 2006-ban UHL-bajnok lett (Colonial-kupa).

## Edzői karrier
2008 óta a Kalamazoo Wings edzője. 2009 bejutottak az IHL rájátszásába de az első körben kiestek. 2009-ben az új szezon kezdetekor a csapat az ECHL-ben folytatta a szereplést. Ismét bejutottak a rájátszásba de megint kiestek az első körben. A következő idényben már a döntőig jutottak de ott az Alaska Aces megverte őket 4–1-es összesítéssel. 2012-ben eljutottak az elődöntőig. 2013-ban viszont nem jutottak be a rájátszásba hosszú idő után először. 2014-ben már az első körben kiestek.